# Wald im Pinzgau
Wald im Pinzgau település Ausztriában, Salzburg tartományban a Zell am See-i járásban található. Területe 69,24 km², lakosainak száma 1 154 fő, népsűrűsége pedig 17 fő/km² (2014. január 1-jén). A település 885 méteres tengerszint feletti magasságban helyezkedik el.
A település részei:
- Hinterwaldberg (57 fő, 2011. október 31-én)
- Königsleiten (87)
- Lahn (261)
- Vorderkrimml (301)
- Vorderwaldberg (89)
- Wald (360)

## Fordítás
Ez a szócikk részben vagy egészben  a   Wald im Pinzgau című angol Wikipédia-szócikk ezen változatának fordításán alapul.  Az eredeti cikk szerkesztőit annak laptörténete sorolja fel. Ez a jelzés csupán a megfogalmazás eredetét és a szerzői jogokat jelzi, nem szolgál a cikkben szereplő információk forrásmegjelöléseként.